# Município de Millwood (condado de Guernsey, Ohio)
O município de Millwood (em inglês: Millwood Township) é um município localizado no condado de Guernsey no estado estadounidense de Ohio. No ano de 2010 tinha uma população de 1.419 habitantes e uma densidade populacional de 20,14 pessoas por km².

## Geografia
O município de Millwood encontra-se localizado nas coordenadas 39° 59′ 23″ N, 81° 17′ 08″ O. Segundo a Departamento do Censo dos Estados Unidos, o município tem uma superfície total de 70.46 km², da qual 70,44 km² correspondem a terra firme e (0,03 %) 0,02 km² é água.

## Demografia
Segundo o censo de 2010, tinha 1.419 habitantes residindo no município de Millwood. A densidade populacional era de 20,14 hab./km². Dos 1.419 habitantes, o município de Millwood estava composto pelo 97,11 % brancos, o 0,63 % eram afroamericanos, o 0,07 % eram amerindios, o 0,14 % eram asiáticos, o 0,28 % eram de outras raças e o 1,76 % eram de uma mistura de raças. Do total da população o 0,78 % eram hispanos ou latinos de qualquer raça.